# Isaac Paredes
Isaac Edgardo Paredes (Hermosillo, México, 18 de febrero de 1999), más conocido como Isaac Paredes, es un jugador profesional mexicano de béisbol que se desempeña en la posición de tercera base en Houston Astros, equipo de las Grandes Ligas de Béisbol (MLB).

## Carrera
Paredes hizo su debut en la MLB con el equipo Detroit Tigers, en el cual jugó dos temporadas (2020-2021), después pasó a Tampa Bay Rays (2022-2024), luego a Chicago Cubs (2024), posteriormente a Houston Astros.